# 陈忠诚
陈忠诚（？—），中华人民共和国政治人物、外交官。

## 生平
1998年，接替姚培生担任中华人民共和国驻吉尔吉斯斯坦大使。1998年，由张志明接任。